# Glansenstierna
Glansenstierna, även Glansenstjerna, var en svensk och finländsk adelsätt, adlad 10 januari 1719 och introducerad året därpå. Ätten immatrikulerades på Finlands riddarhus 1818.
Glansenstierna utslocknade den 19 juni 1906 med Magnus Glansenstierna som avled i Irkutsk.